# Орда (река)
Орда — река в Ордынском районе Новосибирской области России. Устье реки находится в 3081 км от устья по левому берегу Оби (Новосибирское водохранилище). Длина реки составляет 40 км.
По собранным в русле Орды костям млекопитающих (лошадей, бизонов, мамонтов), было получено семь радиоуглеродных дат, подтвердивших сартанский возраст местонахождения. Три даты имеют возраст 14—13 тыс. л. н., ещё три — от 21 до 19 тыс. л. н., что позволяет предполагать наличие в разрезе двух разновременных костеносных горизонтов эпохи сартанского (позднезырянское) оледенения.

## Притоки
- 15 км: Луковка
- 18 км: Сушонок
- 27 км: Замарайка

## Данные водного реестра
По данным государственного водного реестра России относится к Верхнеобскому бассейновому округу, водохозяйственный участок реки — Обь от города Барнаул до Новосибирского гидроузла, без реки Чумыш, речной подбассейн реки — бассейны притоков (Верхней) Оби до впадения Томи. Речной бассейн реки — (Верхняя) Обь до впадения Иртыша.